# Hydrobaenus septentrionalis
Hydrobaenus septentrionalis är en tvåvingeart som beskrevs av Makarchenko 2005. Hydrobaenus septentrionalis ingår i släktet Hydrobaenus och familjen fjädermyggor. Inga underarter finns listade i Catalogue of Life.